# Rệp lục
Creontiades dilutus hay còn gọi là rệp lục, là tên của một loài bọ thuộc họ Miridae (một họ bọ lớn nhất với hơn 10000 loài). Vật chủ của chúng là khoảng hơn 100 loài thực vật và cũng là một mối đe dọa lớn đối với những mùa vụ nông nghiệp quan trọng.

## Phân bố
Rệp lục là loài đặc hữu của Úc và được tìm thấy trên khắp lục địa, bao gồm cả tasmania. Thậm chí là cả ở vùng đất khô cằn và nóng. Và chúng xuất hiện vô cùng nhiều ở những khu vực suốt mùa đông của bán cầu nam (số lượng sẽ nhiều hơn nếu có mưa). Vào mùa hè thì rất nóng và khô nên có rất ít cây để chúng làm thức ăn, nhưng vẫn có một số ít thì vẫn tồn tại. Vào mùa thu hoạch của những vùng phía đông ở những tháng mùa đông, cái lạnh sẽ giúp chúng sinh sôi và phát triển nhanh chóng.

## Vật chủ
Creontiades dilutus thì ăn rất nhiều và có hơn 100 vật chủ. Chúng thường không sinh sống trên tất cả các vật chủ, tuy nhiên trong môi trường bản địa của nó tức là vùng khô cằn trong nội địa thì chúng thường xuyên ở trên hai loại cây của chi Cullen, Cu. cinereum và Cu. Australasicum.

## Nguy hại
Hiện riệp lục là mối nguy hại nghiêm trọng cho cây bông ở Úc và hiện trong các sản phẩm bảo vệ thực vật thì nó là mục tiêu chủ yếu. Ngoài ra, chúng còn gây hại trên các loài cây nông nghiệp như cây đậu tương, đậu xanh, quả hạch, nhỏ,....